# Кортина (Верона)
Кортина је насеље у Италији у округу Верона, региону Венето.
Према процени из 2011. у насељу је живело 44 становника. Насеље се налази на надморској висини од 306 м.